# مرد باش (فیلم)
«مرد باش» (انگلیسی: Man Up) فیلمی در ژانر کمدی رمانتیک به کارگردانی بن پالمر است که در سال ۲۰۱۵ منتشر شد.

## موضوع فیلم
یک زن تنها که به صورت اشتباهی با یک غریبه قرار ملاقات می‌گذارد، خبر ندارد که او قرار است تبدیل به یک دوست پسر عالی برایش شود.